# گندراسو (سرده)
گندراسو (نام علمی: Mephitis) نام یک سرده از تیره گندراسو است.

## گونه‌ها
- گندراسوی راه‌راه (Mephitis mephitis)
- گندراسوی کلاهک‌دار (Mephitis macroura)